# Hélène de Monferrand
Hélène de Monferrand, née le 2 octobre 1947 à Saint Mandé et morte le 14 février 2022 à Reims, est une romancière française.

## Biographie
Hélène de Monferrand naît 2 octobre 1947 à Saint Mandé. Elle passe son enfance en Algérie française à Sidi-bel-Abbès, avant de rentrer en France métropolitaine en 1958. Elle suit des études de Lettres à Nanterre et à la Sorbonne.
Son roman Les Amies d'Héloïse a reçu le prix Goncourt du premier roman en 1990.  Ce roman a pour suites Le Journal de Suzanne, puis Les Enfants d'Héloïse.
Elle collabore régulièrement au mensuel Lesbia Magazine comme critique littéraire. En 1997, elle préface la reparution de La Surprise de vivre de Jeanne Galzy.
Avec Elula Perrin, elle écrit deux romans policiers : L'Habit ne fait pas la nonne et Ne tirez pas sur la violoniste. Elle écrit aussi des nouvelles pour les recueils collectifs Histoires qui fondent sous la langue…, Le Début de la fin / La Fin du début, Belles d'époque et Transports amoureux.

## Œuvres
- Sonate royale, poèmes, Paris, les Paragraphes littéraires de Paris, 1970
- Les Amies d'Héloïse, roman, Ed. de Fallois, Paris, 1990
- Journal de Suzanne, roman, Ed. de Fallois, Paris, 1991
- Les Enfants d'Héloïse, Double interligne, Paris, 1997 ; la Cerisaie, Paris, 2002
- Avec Elula Perrin, L'Habit ne fait pas la nonne, Paris, Double interligne, 1998
- Avec Elula Perrin, Ne tirez pas sur la violoniste, Paris, Double interligne, 1999
- Retour à Sarcelles, roman des temps prolétariens, Paris, la Cerisaie, 2004
- Les enfants d'Héloïse, Montréal, Homoromance Editions, 2017